# Rajendravarman
Rajendravarman (... – 968) fu un sovrano dell'Impero Khmer. Il suo regno iniziò l'anno 944 d.C e finì nel 968.
Rajendravarman (spesso Rajendravarman II quando si parla di "Re della Cambogia" perché un omonimo regnò nell'VIII secolo sul Basso Chenla) fu il successore di Harshavarman II, figlio del costruttore di Koh Ker, Jayavarman IV. Causa le parentele incrociate che caratterizzavano le famiglie khmer dominanti, di sapore quasi bizantino, era contemporaneamente zio e cugino di primo grado del suo antecessore.
Riportò la capitale nel sito di Angkor, dove completò innanzitutto il tempio di Baksei Chamkrong, dedicato nel 947-948 ai sovrani defunti. L'iscrizione della stele fondazione (K.268) riporta una lunga lista di regnanti, senza discontinuità alcuna, a partire dal probabilmente mitico fondatore del regno di Kambuja Śrutavarman, passando per re di Funan e Chenla, a supporto del diritto a regnare di Rajendravarman.
A giudicare da ritrovamenti archeologici e dalla posizione del suo tempio di stato, il tempio-montagna Pre Rup, dedicato nel 961 o 962, la sua capitale doveva trovarsi più ad est del nucleo precedente di Yasodharapura, subito a sud del Baray orientale. Anche le iscrizioni di questo tempio riportano una lunga eulogia a sostegno del suo diritto a regnare. Descrivono inoltre diverse scene di battaglia, anche contro i Chăm, a testimoniare un accesso al trono ottenuto e mantenuto per vie non pacifiche.
Ordinò inoltre al ministro-architetto Kavindrarimathana la costruzione di un tempio simile al centro del baray, il Mebon orientale.
Diverse iscrizioni riferite al suo regno in luoghi abbastanza distanti da Angkor, sia verso ovest (provincia di Battambang) che ad est e sud-est (Ba Phnom), testimoniano un'estesa attività di amministrazione delle province e riorganizzazione burocratica.
Gli succedette il figlio decenne, Jayavarman V.